# Suzete Montalvão
Suzete Montalvão Frahia (Belém, 27 de fevereiro de 1965) é uma velocista brasileira. Ela competiu no revezamento 4 × 400 metros feminino nos Jogos Olímpicos de Verão de 1988, realizados em Seul, Coreia do Sul. Ela foi uma das atletas que participou do revezamento da Tocha Olímpica das Olimpíadas Rio 2016.

## Melhores marcas pessoais
- 400 metros rasos – 00:52.53[4]
- revezamento 4×400 metros – 03:30.91[4]

## Competições internacionais
| Ano                  | Competição                       | Local                    | Classificação        | Prova                | Tempo                | Notas                |
| Representando Brasil | Representando Brasil             | Representando Brasil     | Representando Brasil | Representando Brasil | Representando Brasil | Representando Brasil |
| -------------------- | -------------------------------- | ------------------------ | -------------------- | -------------------- | -------------------- | -------------------- |
| 1978                 | Campeonato Sul-Americano Juvenil | Montevidéu, Uruguai      | 4x400 m              | 3.º                  | 18,88                | [ 2 ]                |
| 1978                 | Campeonato Sul-Americano Juvenil | Montevidéu, Uruguai      | 4x400                | 3.º                  | 4:10.0               | [ 2 ]                |
| 1987                 | Campeonato Sul-Americano         | São Paulo, Brasil        | 4x400 m              | 1.º                  | 3:38.13              | [ 2 ]                |
| 1987                 | Campeonato Sul-Americano         | São Paulo, Brasil        | 400 m                | 2.º                  | 53.7                 | [ 2 ]                |
| 1988                 | Campeonato Ibero-Americano       | Cidade do México, México | 4x400 m              | 1.º                  | 3:29.22              | [ 2 ]                |